# 量子芝诺效应
量子芝诺效应（也称为图灵悖论），是一种量子效应：如果我们持续观察一个不稳定的粒子，它将不会衰变。我们可以通过足够高频率的观测来使其“冻结”在它的已知初态。
量子芝诺效应的名字起源于经典的芝诺悖论。芝诺悖论提出：一个飞行中的箭矢在任意一个时刻都是静止在空中的，所以它不可能处于运动状态。类比于经典芝诺悖论的该量子效应在1977年由George Sudarshan和Baidyanath Misra在一篇文章中提出。

## 描述
不稳定的量子系统在短时间内的表现有可能会不同于指数衰减。
这种现象就会使得在非指数衰减期间的高频率观测将可以抑制系统的衰减，也就是量子芝诺效应。另外，也有研究指出，过高频率的观测也可以导致系统衰减的加速。
量子力学中，所谓的“观测”将产生经典力学的物理量。高频率的观测会减缓系统的跃迁。这种跃迁可以是指粒子从一个半空间到另一个（例如原子反射镜或者原子德布羅意顯微鏡），也可以是波导中光子从一种橫向模態到另外一种，或者是原子中系统从一个量子态转化到另外一个。
这种跃迁也可以是量子计算机中，系统从一个没有量子比特退相干损失的子空间，变成有一个量子比特损失的过程。 
这种情况下，通过判断退相干过程是否发生就可以进行对量子比特的纠错。
这些过程都可以被认为是量子芝诺效应的应用。一般来讲，这种效应通常只发生在量子态可分辨的的量子系统中，也就是说一般不能在经典或宏观过程中发生。

## 对量子系统进行周期性的观测
我们考虑一个二能级量子系统处于一个量子态A，该量子态是某个测量算符的本征态。随着时间的演化，该系统将以一个确定的概率衰退到量子态B。
如果我们对该系统进行周期性的观测，每次观测间隔一个有限的间隔。那么每次观测将使得波函数坍缩到测量算符的一个本征态。
在相邻两次的观测中间，系统将从本征态演化为两个本征态的叠加。当我们再次观测叠加态时，它将坍缩到其中一个本征态。
但是，如果系统演化的时间{\displaystyle t}足够短，那么叠加态波函数坍缩变成另一个本征态的概率将正比于{\displaystyle t^{2}}。
因此，如果相邻两次观测的时间间隔趋近于0，则系统跃迁到量子态B的概率也将为0。
根据量子退相干理论，波函数的坍缩并不是一个瞬时的过程。一次观测过程等同于将量子系统与周围的环境进行短时间的强烈耦合过程，持续的耦合过程等同于观测。
波函数坍缩所需要的时间依赖于量子系统与环境耦合退相干所需要的时间。耦合越强，退相干时间越短，那么波函数坍缩的就越快。
在退相干的绘景中，一个完美的量子芝诺效应实现方法是，让量子系统持续的与无限杂乱的环境进行无限大强度的耦合。

## 实验和讨论
实验上，通过使量子系统与环境的耦合，以抑制量子系统的演化，在多种微观系统中已经被观测到。
1989年，戴维·瓦恩兰和他在NIST的研究小组观测到了二能级系统中的量子芝诺效应。 约5000个9Be+离子被存储于圆柱形的Penning trap中，并且使用激光冷却致250 mK以下。
实验使用了共振的射频(RF)来驱动这个系统，在没有其他激光的影响下，它可以将全部粒子激发到激发态。
当启动了射频之后，实验进行了对激发态自发辐射光子的监控，以判断有多少离子处于激发态。
在射频过程中，离子阱被周期性施加的紫外脉冲“观测”。
实验结果与理论模型符合很好，施加的紫外脉冲抑制了量子系统向激发态的演化。
另一篇近期的期刊也描述了该方面的后续结果。
量子芝诺效应也被应用于SERF，和鸟类的磁致导航系统(Magnetoreception)。
现在，根据海森堡不确定原理，人们并不确定超高频率和超短时间的观测的极限到底是多少。有研究显示，有限频率的观测可以获得任意强度的芝诺效应。 
2006年，Streed 与合作者在MIT观测到芝诺效应也依赖于测量脉冲的具体性质。
这些“芝诺效应”的实验解释有助于理解这一类现象发生的原因，但是这些理论解释并没有带来薛定谔方程所不能描述的新的量子物理特性。
有时，超高频率的“芝诺效应”实验观测，并没有得到理想的实验结果。
有研究指出，量子芝诺效应仍然存在于量子力学的多世界诠释中（相对于前面提到的波函数坍缩解释）。